# Resolución 1562 del Consejo de Seguridad de las Naciones Unidas
La resolución 1562 del Consejo de Seguridad de las Naciones Unidas fue adoptada por unanimidad el 17 de septiembre de 2004. Tras recordar todas las resoluciones anteriores sobre la situación en Sierra Leona, el Consejo prorrogó el mandato de la presencia residual de la Misión de las Naciones Unidas en Sierra Leona (UNAMSIL) por un período de nueve meses, hasta el 30 de junio de 2005. 

## Resolución
En el preámbulo de la resolución, el Consejo de Seguridad elogió los esfuerzos de la Comunidad Económica de los Estados de África Occidental (CEDEAO) para construir la paz en la subregión e instó a la Unión del Río Mano a entablar un diálogo. Se pidió a las operaciones de las Naciones Unidas en la región que intensificaran la cooperación, en particular con respecto a la prevención del movimiento de armas y combatientes a través de las fronteras. El Consejo acogió con satisfacción los progresos realizados en la reducción de la UNAMSIL y subrayó la importancia de fortalecer la capacidad de la Policía de Sierra Leona . También se elogió la labor del Tribunal Especial para Sierra Leona .
Actuando en virtud del Capítulo VII de la Carta de las Naciones Unidas, el Consejo prorrogó el mandato de la fuerza residual de la UNAMSIL establecido en la Resolución 1537 (2004) y le encargó operaciones militares, policiales y civiles, autorizándola además a utilizar todas las medidas necesarias para cumplir su mandato.  Su presencia se revisaría utilizando los siguientes criterios: 
- El refuerzo del ejército y la policía de Sierra Leona;
- Consolidar la autoridad estatal en toda Sierra Leona;
- Consolidar el despliegue de la Misión de las Naciones Unidas en Liberia en Liberia.

Se instó al Gobierno de Sierra Leona a desarrollar la fuerza policial, las fuerzas armadas, el sistema penal y un poder judicial independiente para posibilitar la transición de la UNAMSIL al gobierno. Por último, el Consejo acogió con satisfacción la intención del Secretario General Kofi Annan de seguir examinando la situación en Sierra Leona.